# Carex striata
Carex striata är en halvgräsart som beskrevs av André Michaux. Carex striata ingår i släktet starrar, och familjen halvgräs. Inga underarter finns listade i Catalogue of Life.